# 景泰易储
景泰易储，是指明景帝接替土木堡之变中被俘的明英宗皇位后，欲废除明英宗太子朱见深立自己孩子为太子的政治事件。明景帝在于谦等大臣的辅佐下，获得了京师保卫战的胜利后，将太上皇明英宗迎回来，并囚禁于南宫，防止其复辟。与此同时，产生了将自己的儿子立为皇太子的念头，为了实施这一意图，他进行了一系列工作，不择手段，乃至贿赂大臣，不惜武力威慑。皇帝行贿百官换太子算是中国历史上少有的事情。

## 背景
明景帝朱祁鈺是明宣宗次子，明英宗之弟，本被封為郕王。正统十四年（1449年），明英宗御驾亲征，留郕王为监国，结果发生土木堡之变，明英宗被俘，瓦剌咄咄逼人，进攻北京，一时之间，朝野震惊，京城内外人人自危。八月二十八日，王文上书郕王，希望他能以江山社稷为重，承继大统。当时的明英宗的长子朱见深年仅两岁，为免主少国疑，于谦等大臣劝服孙太后，最终在正统十四年（1449年）九月拥立郕王为帝，改元景泰，是為景帝，遥尊明英宗为太上皇。同时孙太后表示大明江山依然是明英宗的，明景帝只是代理执政而已，并立明英宗之子朱见深为太子。
明景帝在位期间，知人善任，启用于谦等正直之人，励精图治，选将练兵，击退了瓦剌的入侵，使得江山社稷转危为安，又对政治、经济、军事等方面进行了整顿和改革，使当时明朝社会由乱而治渐开中兴，可谓英明之主。景泰元年 （1450年），英宗被釋放回北京後，被景帝軟禁在南宮，景帝皇位亦渐渐巩固，但他并不满足，他不仅自己要做皇帝，而且希望自己儿子朱见济能够取代明英宗的太子朱见深成为皇位的合法继承人，于是他一手导演了贿赂朝臣的闹剧。

## 过程

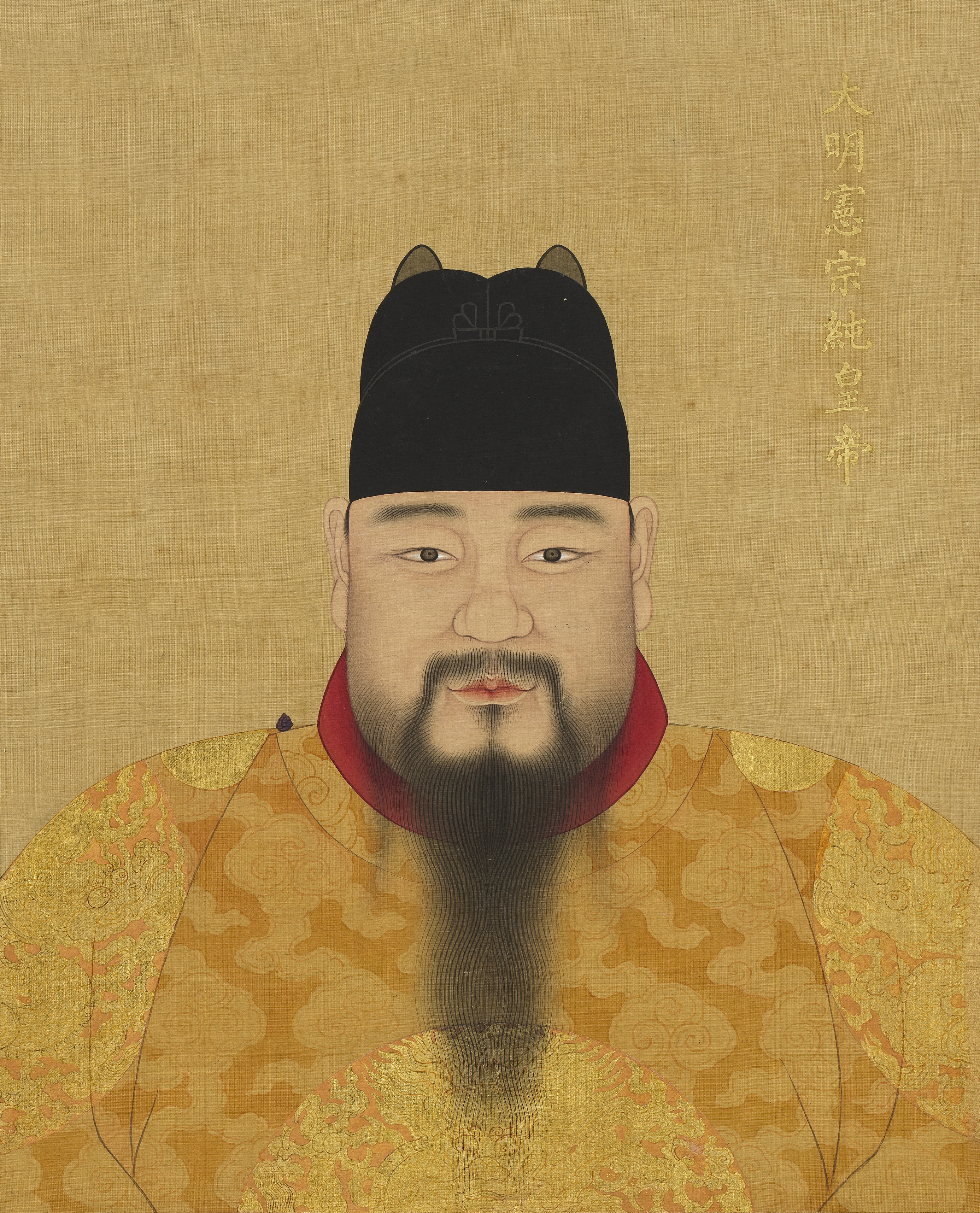
明英宗太子朱见深，也就是后来明宪宗，曾被自己的叔叔明景帝由太子贬为沂王。

由于太子是皇太后立的，明景帝不得不慎重。他先试探颇有资历的太监金英，说“七月初二日，是东宫太子的生日”。金英立刻回答，“东宫生日是十一月初二日。”前者是明景帝儿子朱见济的生日，后者才是太子朱见深的生日。明景帝听到金英这样说，感觉没有达到理想的效果。恨恨作罢。
明景帝隐忍了一段时间，他仍旧不停地向周边人进行试探，一个叫兴安的太监为他出了一个主意，就是通过甚至贿赂朝臣，让他们在重建储君的问题上能站在自己这边。不久后，明景帝召集内阁成员包括首辅陈循、次辅高穀等六人开会，而明景帝只是跟他们随便聊了一些家常，谈一些无关紧要的公事。后宣布散会，搞得大臣们一头雾水，不过散会后，兴安太监分别找到了他们，奉上事前准备好的银子，具体数额是：首辅陈循、次辅高穀每人一百两，其余四位阁员每人五十两。这六人都是精明之人，知道皇帝的意思，所以睁一只眼闭一只眼，以后默不作声。
明景帝搞定了内阁大臣，接下来就是群臣，虽然钱不多，只有区区百十两银子，但其中意思大臣们都心领神会。收了钱的大臣们一致同意改立太子的倡议。经过明景帝的不惜努力终于换来宦官和朝臣的默认，可是汪皇后反而坚决不能同意丈夫的做法。她悍然争辩，却被明景帝废掉后位并打入冷宫。景泰三年（1452年），明景帝以“父有天下必传于子”为借口，废掉明英宗之子朱见深的皇太子之位，贬为沂王，册立自己的儿子朱见济为皇太子，朱见济的生母杭氏母凭子贵立为皇后。可想不到，景泰五年（1454年）朱见济就夭折了。明景帝也因此在精神上受到了沉重的打击，而且明景帝除朱見濟外沒有其他子嗣，按明律廢太子朱見深成為與皇帝血緣最近的皇裔，但当初是明景帝亲自废了朱见深，如果再立，恐怕百年之后会遭到清算。在这些内外因素的作用下，明景帝对于复立太子一事，保持着高度警惕，皇储於是出现懸空。此时朝中大臣希望他在重新确立朱见深的太子之位，被他给驳回了。甚至他们被关押并受到残酷的对待，有几人被鞭笞致死。
明景帝保国有功，未能把皇位还给明英宗还说得过去，但他把明英宗之子的太子位也废了，朝臣上下认为朱祁钰私心过重，有失民心。贵州道监察御史钟同曾言：“太子薨逝，足知天命有在。” 同时兼陈一切弊政。明景帝闻讯大怒，钟同被下狱杖死。

## 后续
明景帝正当壮年，子嗣的问题在这个时候尚未显得突出。可是到了景泰八年（1457年）正月初，他突然得了重病，皇储的问题再次让众臣议论纷纷。而内宫传来消息，说明代宗病体康健了。于是众臣准备第二天上朝的时候再商议皇储问题。这一夜，却爆发了夺门之变。明英宗重新登上帝位，而明景帝却被赶下皇位，一个月后病死。

## 评价
明景帝时期的易储风波，在纵向维度上贯穿于整个英宗时期，即正统末、景泰朝、天顺初三个时间段。在横向维度上涉及了明英宗时期的各种争执力量。从明景帝正式登基伊始，政治隐患已然埋下，而景泰三年的更易皇储事件直接导致世袭帝系的变化，后因新皇储朱见济的去世，再次引起朝中对复立朱见深的纷争。在这样的背景下，更储事件中朝中各方势力集团的此消彼长对更储进度的影响。
景泰朝这一系列事件，反映出在新君与旧主并存的两难困境之下，君臣之间灵活运用社稷、宗法、君臣之义、父子之伦等话语来具体解决现实的帝位与储位问题的过程。